# یوستیناس لاگونویسیوس
یوستیناس لاگونویسیوس (انگلیسی: Justinas Lagunavičius؛ ۴ سپتامبر ۱۹۲۴ – ۱۵ ژوئیهٔ ۱۹۹۷) ورزشکار بسکتبال اهل اتحاد جماهیر شوروی سوسیالیستی بود.
وی در مسابقات کشوری و بین‌المللی در مجموع برندهٔ ۳ مدال طلا، ۱ مدال نقره شده‌است.